# HMS Fury (H76)
HMS Fury (H76) là một tàu khu trục lớp F được Hải quân Hoàng gia Anh Quốc chế tạo vào đầu những năm 1930. Nó đã hoạt động trong suốt Chiến tranh Thế giới thứ hai tại hầu hết các mặt trận, cho đến khi bị hư hại do trúng mìn trong cuộc Đổ bộ Normandy, và được cho ngừng hoạt động và tháo dỡ vào cuối năm 1944.

## Thiết kế và chế tạo
Lớp tàu khu trục F có đặc tính tương tự như Lớp tàu khu trục C và D dẫn trước vào năm 1931, nhưng có dáng lườn tàu và cầu tàu được cải tiến, được bố trí ba phòng nồi hơi thay vì hai, và pháo QF 4,7 inch (120 mm) có thể nâng đến góc 40° thay vì 30° như ở lớp trước.
Fury được đặt hàng ngày 17 tháng 3 năm 1933 trong Chương trình Chế tạo Hải quân 1932. Nó được đặt lườn vào ngày 19 tháng 5 năm 1933 tại xưởng tàu của hãng J. Samuel White ở Cowes, Isle of Wight; được hạ thủy vào ngày 10 tháng 9 năm 1934 và hoàn tất vào ngày 18 tháng 5 năm 1935. Fury được cộng đồng cư dân West Bridgford, Nottinghamshire đỡ đầu trong Tuần lễ Tàu chiến vào tháng 1 năm 1942.

## Lịch sử hoạt động

### Trước chiến tranh
Sau khi nhập biên chế cùng Hải quân Hoàng gia Anh, Fury phục vụ cùng Chi hạm đội Khu trục 6 trực thuộc Hạm đội Nhà, và đã được bố trí trong các cuộc tuần tra không can thiệp tại vịnh Biscay và Địa Trung Hải trong cuộc Nội chiến Tây Ban Nha. Ngày 11 tháng 12 năm 1936, một ngày sau khi công bố việc thoái vị, Vua Edward VIII, giờ đây là Công tước Windsor, được Fury đưa sang Boulogne-sur-Mer, Pháp.

### Vùng biển nhà – 1939-1940

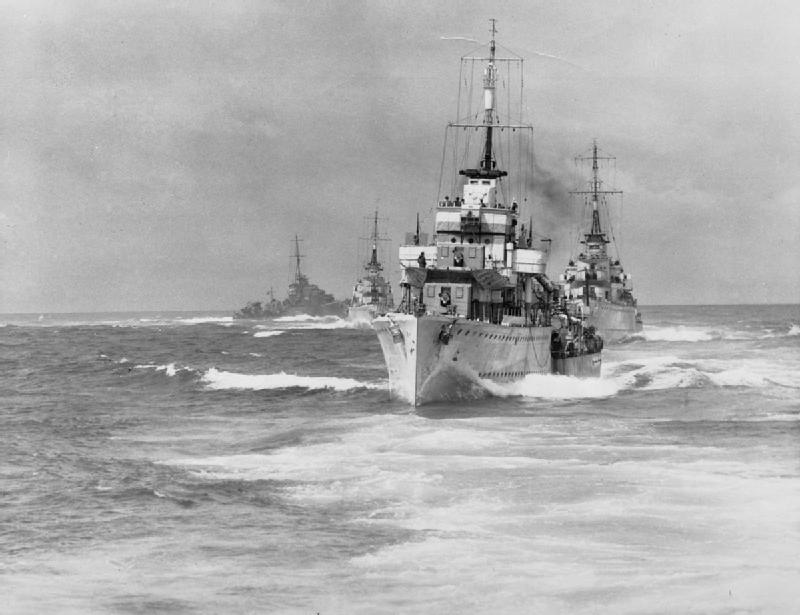
Một chi hạm đội khu trục do HMS Fury dẫn đầu tại Scapa Flow.

Khi Chiến tranh Thế giới thứ hai nổ ra, Fury đang đặt căn cứ tại Scapa Flow cùng với chi hạm đội của nó, nơi nó làm nhiệm vụ bảo vệ hạm đội và tuần tra chống tàu ngầm. Sau khi thiết giáp hạm Royal Oak bị mất do cuộc tấn công của tàu ngầm vào đêm 14 tháng 10 năm 1939, nó cùng với phần còn lại của Hạm đội Nhà được chuyển đến Clyde cho đến khi việc phòng thủ tại Scapa Flow được tăng cường. Vào cuối năm 1939, nó hộ tống các đoàn tàu vận tải đi lại từ Canada, và quay về vào đầu năm 1940. Ngày 17 tháng 4, Fury đã hộ tống cho tàu tuần dương Suffolk quay trở lại Scapa Flow sau khi nó bị hư hại do không kích tại Na Uy. Đến ngày 23 tháng 4, nó hộ tống cho các tàu sân bay Ark Royal và Glorious trong các hoạt động không kích hỗ trợ các chiến dịch chung quanh Trondheim.
Vào ngày 9 tháng 5, Fury cùng các tàu chị em HMS Fortune và HMS Foresight được chuyển từ Scapa Flow sang trực thuộc Tổng tư lệnh Nore để đối phó với mối đa dọa của tàu tuần tra E-boat và tàu rải mìn đối phương tại Bắc Hải. Nó tiến hành một số hoạt động cùng tàu tuần dương Birmingham, và đã hộ tống cho chiếc HMS Kelly đi đến Tyne sau khi bị hư hại do cuộc tấn công của E-boat.

### Địa Trung Hải
Vào tháng 7, Fury được chuyển sang Chi hạm đội Khu trục 8 trực thuộc Lực lượng H tại Địa Trung Hải, hoạt động từ Gibraltar. Trong suốt tháng 8, nó hộ tống các đoàn tàu vận tải trong Địa Trung Hải, và sang tháng 9 đã tham gia Chiến dịch Menace, cuộc tấn công vào Dakar. Cùng với HMAS Australia và HMS Greyhound, nó đã đối đầu với tàu khu trục Pháp L'Audacieux, bắn cháy đối thủ buộc nó phải mắc cạn vào bờ. Đến tháng 10, Fury được bố trí ngoài khơi bờ biển Tây Phi, và vào ngày đã hỗ trợ cho cuộc đổ bộ của lực lượng Pháp Tự do lên Cameroon. Nó gia nhập trở lại Lực lượng H vào tháng 11.
Trong tháng 11, Fury hộ tống một số đoàn tàu vận tải đi đến Malta, bao gồm việc hỗ trợ từ xa cho Lực lượng H trong Chiến dịch Collar. Nó đã hiện diện trong Trận chiến mũi Spartivento, nơi nó hộ tống cho thiết giáp hạm Renown. Vào tháng 1 năm 1941, nó nằm trong thành phần tham gia Chiến dịch Excess, và vào ngày 9 tháng 2, đã hộ tống các đơn vị của hạm đội tham gia Chiến dịch Grog, cuộc bắn phá Genoa. Trong tháng tiếp theo, nó được tái trang bị tại Malta; và sang tháng 4, nó đã hộ tống cho HMS Ark Royal khi chiếc tàu sân bay thực hiện nhiều chuyến đi chuyển giao máy bay tiêm kích Hawker Hurricane đến Malta đang bị bao vây.
Vào tháng 5, Fury lại hộ tống các đoàn tàu vận tải cùng Lực lượng H, lần này là để chuyển giao xe tăng cho Tập đoàn quân 8 tại Ai Cập. Vào ngày 24 tháng 5, Lực lượng H được lệnh tiến ra Đại Tây Dương săn đuổi chiếc thiết giáp hạm Đức Bismarck. Sau khi Bismarck bị đánh chìm, Fury được bố trí cùng Chi hạm đội Khu trục 8 truy tìm các tàu tiếp liệu Đức vốn được phân công hỗ trợ cho Bismarck. Vào ngày 23 tháng 6, chúng ngăn chặn chiếc tàu buôn Alstertor, vốn đã tự đánh đắm; và Fury đã giúp vào việc giải cứu thủy thủ Anh bị các tàu cướp tàu buôn bắt giữ. Fury quay trở về Gibraltar kịp thời để hộ tống cho các tàu chiến trong Chiến dịch Substance vào ngày 21 tháng 7. Đến ngày 24 tháng 9, nó hộ tống cho đoàn tàu vận tải trong khuôn khổ Chiến dịch Halberd.

### Hộ tống vận tải

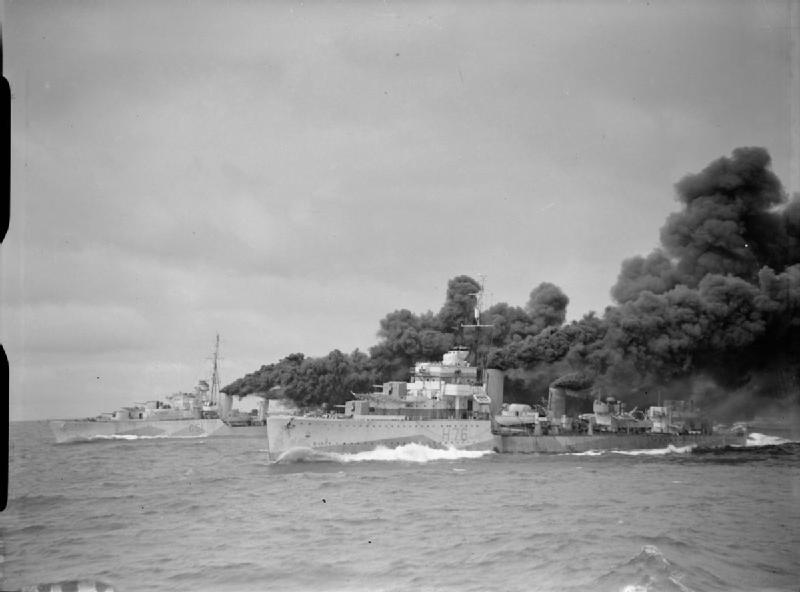
HMS Fury (phía trước) và đang rải một làn khói ngụy trang khi đang cơ động để chuẩn bị cho mặt trận thứ hai. Ảnh chụp từ.

Fury được chuyển sang Hạm đội Nhà vào tháng 10 để hộ tống các đoàn tàu vận tải vượt Đại Tây Dương, rồi đến tháng 11 nó tham gia Đội hộ tống đặc biệt Greenock. Vào tháng 12, nó gia nhập trở lại Chi hạm đội Khu trục 8 cho nhiệm vụ hộ tống hạm đội, và vào tháng 1 năm 1942 đã trải qua một đợt tái trang bị tại xưởng tàu Humber để tăng cường vũ khí phòng không. Đến ngày 15 tháng 2, nó gia nhập trở lại Chi hạm đội Khu trục 8 tại Scapa Flow để chuẩn bị phục vụ hộ tống các đoàn tàu vận tải đi sang Liên Xô.
Vào tháng 3, Fury hỗ trợ từ xa cho các đoàn tàu vận tải QP-6 và PQ-12. Vào ngày 23 tháng 3, nó tham gia hộ tống cho Đoàn tàu PQ-13, cùng với tàu tuần dương HMS Trinidad và tàu khu trục Eclipse. Đến ngày 27 tháng 3, nó được cho tách ra để tìm kiếm các tàu bị phân tán, tìm được và đưa chiếc SS Haraplion trở lại phạm vi bảo vệ. Vào ngày 28 tháng 3, đoàn tàu bị các tàu khu trục lớp Narvik của Đức tấn công, và Fury đã giúp vào việc đánh trả. Sau đó nó hộ tống cho HMS Trinidad đi đến bán đảo Kola sau khi chiếc tàu tuần dương trúng phải quả ngư lôi hỏng hóc của chính nó. Ngày 29 tháng 3, Fury thực hiện cuộc tấn công bất thành nhắm vào tàu ngầm Đức U-378. Nó tiếp tục ở lại Murmansk cho đến ngày 10 tháng 3, khi nó tham gia hộ tống Đoàn tàu QP-10. Nó cũng hộ tống HMS Trinidad quay trở về Anh; giúp chống trả nhiều đợt tấn công nhắm vào chiếc tàu tuần dương bị hư hại, nhưng cuối cùng Trinidad bị đánh chìm do trúng bom vào ngày 15 tháng 3. Sau đó nó tiếp tục hộ tống các đoàn tàu PQ-16, QP-12 và QP-17. Vào ngày 2 tháng 7, nó cùng với HMS Wilton và HMS Lotus thực hiện cuộc tấn công bất thành nhắm vào tàu ngầm U-456.
Fury quay trở lại Địa Trung Hải vào đầu tháng 8, và vào ngày 10 tháng 8, nó nằm trong lực lượng hộ tống cho Chiến dịch Pedsstal, trải qua những ngày tiếp theo làm nhiệm vụ quét mìn trước khi quay trở về Anh vào ngày 17 tháng 8. Đến ngày 9 tháng 9, nó tham gia hộ tống cho Đoàn tàu PQ-18, nhưng được tách ra vào ngày 17 tháng 9 để hộ tống cho Đoàn tàu QP-14 quay trở về. Vào ngày 18 tháng 9, cùng với HMS Impulsive, nó đi đến Spitsbergen để hộ tống chiếc RFA Oligarch quay trở lại đoàn tàu. Ba con tàu gia nhập trở lại đoàn QP-14 vào ngày 19 tháng 9. Sang ngày 20 tháng 9, Fury lại cho tách ra để hợp cùng các tàu khu trục HMS Wheatland và HMS Wilton hộ tống cho HMS Scylla và HMS Avenger do gia tăng nguy cơ bị tàu ngầm U-boat tấn công. Nó hoạt động cùng Hạm đội Nhà trong vài tháng tiếp theo; vào tháng 12 đã hộ tống các đoàn tàu JW-51A và RA-51, rồi sang tháng 3 năm 1943 lại hộ tống Đoàn tàu RA-53.
Vào giữa tháng 3, Fury được bố trí cùng Đội hộ tống 4 cho nhiệm vụ bảo vệ các đoàn tàu vượt Đại Tây Dương. Vào tháng 4, nó hộ tống các đoàn tàu HX-329 (vốn đã đẩy lui một đội U-boat tấn công), HX-234 và ONS-5. Sang tháng 5, nó bảo vệ cho Hải đội Rải mìn 1 cho các hoạt động rải mìn ở phía Bắc và hộ tống Đoàn tàu SC-130 trước khi vào xưởng tàu để sửa chữa.

### Trở lại Địa Trung Hải

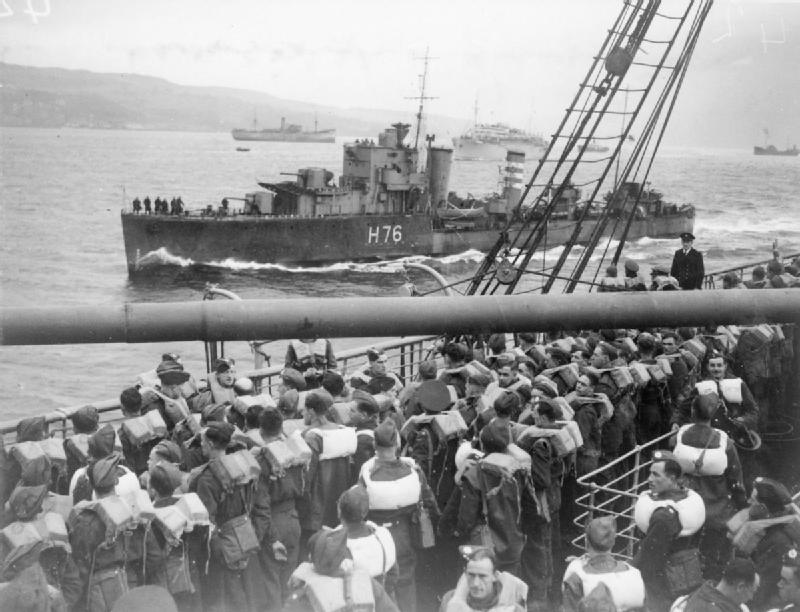
HMS Fury chuyển quân trong một cuộc thực tập xuồng đổ bộ trên chiếc HMS Oronsay. Nó đang neo đậu ngoài khơi Gourock ở cửa sông Clyde.

Vào ngày 17 tháng 6, Fury hộ tống các đơn vị của Hạm đội Nhà tăng cường cho Hạm đội Địa Trung Hải trong cuộc đổ bộ lên Sicily. Sau khi đến nơi, nó gia nhập đoàn hộ tống các đoàn tàu vận tải quân sự. Đến ngày 10 tháng 7, nó hình thành nên lực lượng bảo vệ cho cuộc đổ bộ. Sau khi Ý đầu hàng, Fury là một trong những con tàu đã hộ tống Hạm đội Ý đi đến Malta để đầu hàng. Vào ngày 12 tháng 9, nó nằm trong thành phần bảo vệ cho cuộc đổ bộ lên Salerno.
Suốt tháng 10, Fury được bố trí tại biển Aegea ngăn chặn các đoàn tàu vận tải đối phương. Cùng với HMS Penelope và HMS Faulknor, nó ngăn chặn một đoàn tàu vào ngày 7 tháng 10, nhưng bị buộc phải hủy bỏ hoạt động vào ngày 15 tháng 10 do bị không kích liên tục mà không có sự hỗ trợ trên không. Vào ngày 15 tháng 11, nó bắn phá Leros cùng với HMS Exmoor và tàu khu trục Ba Lan ORP Krakowiak, và một lần nữa vào ngày 16 tháng 11 cùng với HMS Aldenham và HMS Penn. Đến tháng 12, nó được tái trang bị tại Gibraltar để hoạt động như một tàu khu trục hộ tống. Một khẩu pháo 4 inch (100 mm) và pháo phòng không 3 inch (76 mm) được tháo dỡ để thay bằng súng phòng không Oerlikon 20 mm; khả năng mang mìn sâu của nó cũng được tăng cường. Việc tái trang bị hoàn tất vào tháng 2 năm 1944.

### Vùng biển Nhà và cuộc đổ bộ Normandy

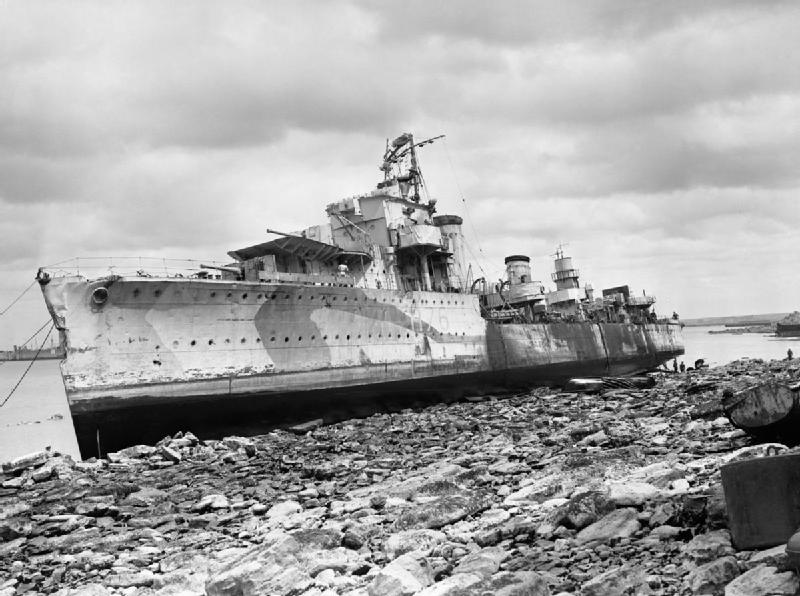
HMS Fury mắc cạn trên bãi biển Arromanches sau khi trúng mìn và bị sóng đánh dạt lên bờ

Vào tháng 3, Fury quay trở về Scapa Flow và hoạt động cùng Đội hỗ trợ 4. Nó đã hộ tống Đoàn tàu HX-231 và giúp vào việc phòng thủ chống trả sự tấn công của "Wolfpack" (tiếng Đức: bầy sói), một tốp đông tàu ngầm U-boat tấn công đồng loạt. Vào ngày 13 tháng 5, nó được điều về Lực lượng J, là một thành phần tham gia Chiến dịch Neptune nhằm bảo vệ trên biển cho cuộc đổ bộ Normandy. Thời gian còn lại của tháng 5 được dành cho thực tập và thao dượt. Đến tháng 6, Fury gia nhập Lực lượng Bắn phá E làm nhiệm vụ cung cấp hải pháo hỗ trợ cho các hoạt động quân sự tại khu vực của Lực lượng Đặc nhiệm phía Đông (Anh).
Fury rời Solent vào ngày 5 tháng 6, trong thành phần hộ tống cho Đoàn tàu J-1. Nó đi đến ngoài khơi bãi đổ bộ và chiếm lấy vị trí bắn phá vào ngày 6 tháng 6, nơi nó cùng với HMS Venus tiến hành bắn phá hỗ trợ chuẩn bị tại khu vực phía Tây Courseulles. Sau đó nó được bố trí cùng Lực lượng Đặc nhiệm phía Đông sau cuộc đổ bộ ban đầu. Từ ngày 7 đến ngày 20 tháng 6, nó tham gia các nhiệm vụ hỗ trợ và hộ tống vận tải tại khu vực của Lực lượng Đặc nhiệm phía Đông rồi quay trở về Portsmouth để tiếp nhiên liệu và tiếp liệu cần thiết.
Ngày 21 tháng 6, Fury trúng một quả mìn ngoài khơi bãi đổ bộ và bị sóng đánh dạt lên bờ. Nó được trục vớt và kéo quay trở về Anh. Tuy nhiên, một khảo sát vào tháng 8 công bố nó hư hại vượt quá mức sửa chữa hiệu quả, và đến tháng 9 được đưa vào danh sách loại bỏ. Fury được bán cho hãng BISCO để rồi được tháo dỡ tại xưởng tàu TW Ward ở Briton Ferry, bắt đầu từ ngày 18 tháng 9.